# Sant Cugat Sesgarrigues
Sant Cugat Sesgarrigues – gmina w Hiszpanii, w prowincji Barcelona, w Katalonii, o powierzchni 6,3 km². W 2011 roku gmina liczyła 986 mieszkańców.